# Ґахський район
Ґахський район (азерб. Qax rayonu, цахур. Kax rayon) — адміністративна одиниця на півночі Азербайджану. Адміністративний центр місто Ґах.

## Історія
Ґахський район Азербайджану має давню історію. Згідно з археологічними розкопками, район був заселеним в епоху енеоліту, бронзи і ранньої залізної доби. Те, що залишилося від діяльності цих ранніх жителів, вказує на те, що вони переважно займалися осілою культурою, тваринництвом і мистецтвом.
У минулому територія нинішнього Ґахського району входила до складу Кавказької Албанії.
З поширенням християнства по всьому регіону під час існування Кавказької Албанії побудовано деякі церкви. У VIII столітті н. е. Ґах потрапив під арабську окупацію. Регіон Ґах (Кахи) був частиною Кахеті-Херетинського царства, а потім частиною єдиного Грузинського царства. Зі вторгненням Хулагуїдів у Шекі та Ширван у XIII столітті регіон заселили монгольські кочові племена. 1562 року за наказом перського шаха Тахмаспа I в Ґасі створено султанат Ілісу.
1803 року султанат Ілісу приєднано до Російської імперії. 1844 року правитель султанату Даніял, через розбіжності між ним і урядом Росії, надихнув народ на повстання проти російського правління. Султан Даніял зазнав поразки біля села Ілісу і продовжив боротьбу проти росіян разом з лідером руху за національну свободу шейхом Шамілем. Росіяни спалили Ілісу і поділили територію султанату на магали (райони) і приєднали їх до Джаро-Балакенському діару (територіальна одиниця), перетворивши його на колонію царської Росії.
Під час радянського правління, 1930 року в складі Азербайджанської РСР створено Ґахський район.

## Географія
Район межує з Дагестанською Республікою на північному сході, Грузинською Республікою на заході, Заґатальським районом на півночі, Шекінським районом на сході і з Євлахським і Самухським районами на півдні.

### Природа
На півдні району домінує сухий субтропічний клімат, у центрі — жаркий і вологий субтропічний, в горах — холодний. Річна кількість опадів на півдні — 300 мм, на півночі — 1600 мм.
Ґах є одним з важливих аграрно-промислових регіонів Азербайджану. Він здебільшого відомий горіхоплідними (фундук, каштан, горіх). Значна кількість водних ресурсів, баланс вологи, продуктивні ґрунти, ліси, альпійські та субальпійські луки, зимові пасовища забезпечують розвиток сільського господарства і тваринництва. Внаслідок сильних дощів у горах і танення снігів часто течуть ріки і відбуваються повені. Це завдає шкоди посівним площам, а інколи й житловим приміщенням. Регіон є одним з найважливіших природних ресурсів республіки. У лісах ростуть дуб, граб, горіх, каштан, різні фруктові дерева і живуть бурий ведмідь, гірський козел, кабан, різні птахи. Для захисту та збільшення цього багатства створено Державний заповідник Ілісу. Більша частина земель заповідника припадає на село Агчай.

## Населення
Загальна статистика показує, що зростання населення коливається. Наприклад, 2000 року було 832 новонароджених, 2006 роу — 816, а 2009 року — 753.
| Етнічна група | 1999      | 1999   | 2009      | 2009   |
| Етнічна група | Населення | %      | Населення | %      |
| Всього        | 51 161    | 100.00 | 53 259    | 100.00 |
| Азербайджанці | 39 355    | 76.92  | 43 946    | 82.51  |
| Грузини       | 7 450     | 14.56  | 7 447     | 13.98  |
| Цахури        | 2 612     | 5.11   | 1 008     | 1.89   |
| Лезгини       | 609       | 1.19   | 253       | 0.48   |
| Росіяни       | 91        | 0.18   | 67        | 0.13   |
| Турки         | 96        | 0.19   | 64        | 0.12   |
| Аварці        | 11        | 0.02   | 9         | 0.02   |
| Татари        | 7         | 0.01   | 7         | 0.01   |
| Українці      | 26        | 0.05   | 5         | 0.01   |
| Інші          | 899       | 1.76   | 446       | 0.84   |

## Пам'ятки
В районі виявлено кілька поселень і курганів (енеоліт-залізо, бронзова доба). Храм Альбана V—VI століть[джерело?], мечеть XVII століття в історико-культурному заповіднику Ілісу. В районі стоїть фортеця «Джинлі» IX—XIV століть; храмовий комплекс XII—XIII століть; «Замок Пярі» XV—XVI століть; храм XVI століття, замкові ворота і стіни; мечеть Хаджі Тапдик XVI—XVII ст.
- Джинлі гала — фортеця на лівому березі річки Курмухчай у селі Ілісу. Фортецю побудовано в VII-ІХ ст. В ній обладнано спеціальні бійниці для ураження ворога стрілецькою зброєю.
- Сумуг-кала — побудована в селі Ілісу з оборонною метою в VII– ІХ ст. Вежа має 4 поверхи. Стіни побудовані з каменю. Вежа чотирикутної форми, звужена вгорі.
- Міст Улу — побудований в місці звуження річки Кюмрюк. Міст зберігся до наших днів і використовується.
- Фортеця Гасан хана — належить до ХІХ ст. Розташована біля села Ґахбаш, на правому березі річки Кюмрюк. Для будівництва вежі використано річковий камінь і вапняний розчин. Фортеця складається з веж і мурів, мала оборонний характер.
- Галача (фортеця Шаміля) — замок входить до числа пам'яток, що охороняються державою. Розташований на горі Язлідаг, поруч із селом Ілісу. Має округлу форму.
- Мавзолей Гаджі Тапдига і Шейха Юніс Імре — побудовані в лісах села Онджанли на могилах видатних діячів Гаджі Тапдига і Шейха Юніс Імре. Це місце місцеві жителі називають «Огуз».

## Природні ресурси
Адміністративний район багатий корисними копалинами, будівельними матеріалами, кліматичними ресурсами і джерелами. Гравій, пісок і глина широко використовуються в будівництві. Ці матеріали поширені в річкових долинах, особливо в долинах річки Курмукчай та її відгалужень. Основні ресурси подрібненої суміші піску зосереджені на конвергенції річок. На основі цих ресурсів можливе створення підприємств з виробництва гравію й піску. В цьому районі є родовища глини, придатні для виробництва цегли та кераміки. Існує також мінеральна сировина для виробництва тирси, вапна та цементу. Один із запасів глини становить 35 000 кубометрів, а інший — 116 тисяч кубометрів.
Водні ресурси Ґахського району складають 13 % водних ресурсів Великого Кавказу (3873 км3). Для забезпечення водопостачання району з різних джерел за секунду добувається 100000 м3 води, з яких 99000 м3 припадає на річкову воду і 1000 кубічних метрів — на підземні води. 63000 м3 використовуються для поливу, 0,40 тис. м3 — для внутрішнього споживання, 0,28 тис. м3 — на виробництві, 2 тис. м3 — в сільському господарстві.
На відміну від інших видів сировини, велике значення в районі мають мінеральні джерела. Серед них Огланбулаг, Гизбулаг і Хамамбулаг. Широко використовується джерело біля села Сусканд. На його базі діє санаторій і виробляється питна вода «Ґах».

## Економіка
Основою економіки регіону, є виробництво продукції тваринництва, рослинництва (особливо тютюну і зерна).
Харчова промисловість заснована на садівництві, переробці тютюну і продукції тваринництва. Ґахські плодоовочеві консервні заводи є основними підприємствами харчової промисловості. Більша частина виробленої тут продукції вирушає в інші регіони. Працюють також невеликі підприємства з виробництва олієжирової продукції, хлібобулочних виробів, алкогольних напоїв та східних солодощів. Їх продукція переважно задовольняє внутрішній попит.
Економічний район багатий різними корисними копалинами: сірка, поліметалічна руда. В гірських і опорних районах, переважно в річках, багато щебеню, піску, глини та інших будівельних матеріалів.

## Відомі уродженці
- Муратов Анатолій Олегович (1900—1964) — радянський воєначальник, гвардії генерал-майор.
- Мустафаєв Імам Дашдемир огли — радянський партійний і державний діяч. 1-й секретар ЦК КП Азербайджанської РСР (1954—1959).
- Мосе Джанашвілі[ru] (1855—1934) — автор робіт з історії, етнографії та лінгвістики, більшість з яких присвячені російсько-грузинським відносинам.
- Ісмаїл Дагестанли[ru] (1907—1980) — актор театру і кіно, народний артист Азербайджанської РСР (1949), народний артист СРСР (1974)
- Софієва Айнур Мамедійя-кизи — азербайджанська шахістка, міжнародна гросмейстерка, депутатка Міллі Меджлісу Азербайджану другого скликання, заступник голови Державного комітету з проблем сім'ї, жінок і дітей, президент федерації шахів Азербайджану в 2002—2007 роках.